# Вулиця Сассекс, 24
«Вулиця Сассекс, 24» (англ. 24 Sussex Drive, фр. 24, promenade Sussex) — адреса резиденції Прем'єр-міністра Канади в місті Оттава та назва самої ж будівлі, розташованої навпроти Рідо-Голлу; у сусідстві над річкою Оттава — Посольство Франції. Сам маєток складається із 34 кімнат на 4 поверхах — та служить виключно за резиденцію Прем'єр-міністрам, які традиційно працюють у «Блок Лангевен» (англ. Langevin Block) навпроти Парламентського Пагорба.

## Історія
Джозеф Мерріл Каррієр (англ. Joseph Merrill Currier), член парламенту, отримавши резиденцію в 1866 р., яка була подарунком нової дружини, називав її «Горфвисфа» бритською мовою «Gorffwysfa», що означає «місце відпочинку». Федеральний суд конфіскував і виселив власника Гордона Едвардса в 1946 р. У 1951 р. прем'єр-міністр Канади Луї Сан-Лоран переїхав до резиденції. 
Інші офіційні резиденції:
- «Сторновей» (англ. Stornoway) — резиденція лідера опозиції.
- «Рідо-Голл» — резиденція Генерал-губернатора Канади